# ホロライブ presents 星街すいせいのMUSIC SPACE
『ホロライブ presents 星街すいせいのMUSIC SPACE』（ホロライブプレゼンツ ほしまちすいせいのミュージックスペース）は、2020年4月5日から2021年3月28日まで文化放送・超!A&G+にて配信されていた簡易動画付きのインターネットラジオ番組。パーソナリティはVTuberの星街すいせい。

## 概要
「ホロライブプロダクション」所属のVTuber・星街すいせいが自身初の冠ラジオ番組としてパーソナリティを務めた。
番組名の「MUSIC SPACE」は、宇宙に響き渡るような歌姫になろうと、星々の数ほどあるやりたいことを叶えるために、願いごとや思いを音楽とともに奏でるといった音楽番組がテーマである。星街が大好きな歌を様々なメンバーと歌うことや音楽を作ることによって、「MUSIC SPACE」を宇宙にまで広げていくものである。この番組で星街に歌ってほしいリクエストや番組イベント、セッション等をコメントやお便りでリスナーに募集する。
2021年1月23日から3月14日までは、2019新型コロナウイルス感染拡大に伴う緊急事態宣言発令に伴い、過去に配信したダイジェストに変更して配信された。
2021年3月28日をもって最終回となった。4月4日からは後続番組『星街すいせい・田所あずさ 平行線すくらんぶる』が配信開始となった。

## ゲスト
- 夏色まつり（2020年4月12日）
- サカノウエヨースケ（2020年4月12日・7月5日 - 8月9日）
- 天音かなた（2020年5月10日・5月17日・8月16日・8月23日）
- 戌亥とこ（2020年5月24日・5月31日・8月2日・8月9日）
- 花鋏キョウ（2020年6月7日・6月14日・8月30日・9月6日）
- ひま食堂（蒔田陽丸、楓山蓮太郎）（2020年6月21日・6月28日）
- 燦鳥ノム（2020年7月5日）
- もこ田めめめ（2020年7月19日・7月26日）
- 田野アサミ（2020年9月13日・9月20日）
- 高槻かなこ（2020年10月11日 - 10月25日）
- 湊あくあ（2020年11月1日・11月8日）
- 鈴鳴すばる、水科葵（2020年11月15日・11月22日）
- カルロ・ピノ（2020年11月29日）
- 成海瑠奈（2020年12月13日 - 12月27日）
- Anna（2021年1月3日 - 1月17日）
- 川口千里（2021年3月21日・3月28日）